# أوقات اليوم الأربعة

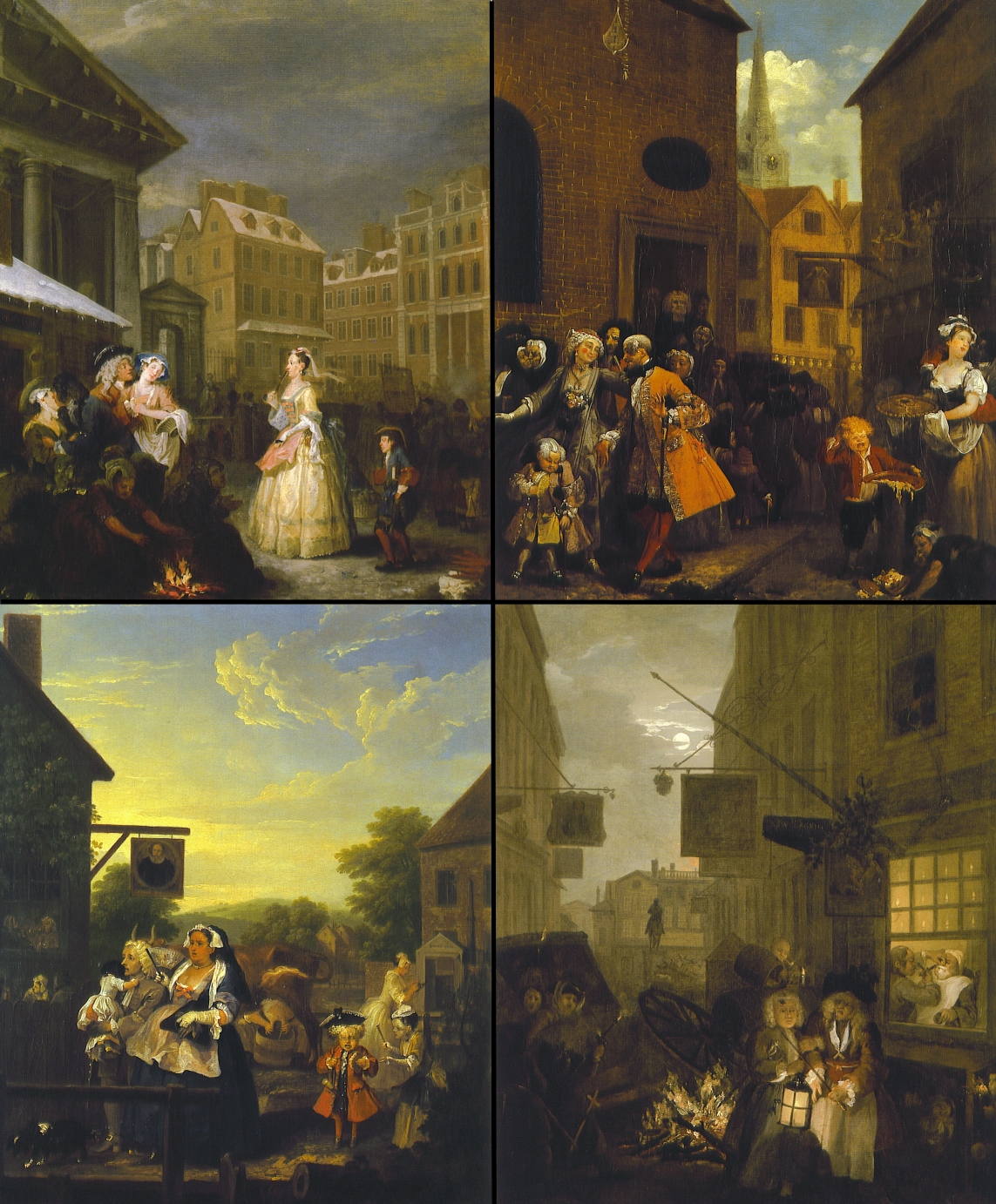
اللوحة التصويرية التي توضح أوقات اليوم الأربعة ، والتي تم ترتيبها في اتجاه عقارب الساعة من أعلي اليسار وهي كالتالي : الصباح ، الظهيرة، المساء، ثم الليل.

أوقات اليوم الأربعة هي عبارة عن سلسلة مكونة من أربعة أعمال زيتية للفنان الإنجليزي ويليم هوغارث. وعلى إثر الانتهاء من ذلك العمل الفني في عام 1736، قام بنشرها كسلسلة من أعمال النقش المطبوع في عام 1738. تستقي تلك اللوحات موضوعاتها من التصوير الهزلي للحياة في شوارع لندن في تلك الآونة، والتقلبات التي تصاحب صيحات الموضة، وأخيراً الفجوات التي نشأت بين طبقة الأغنياء والفقراء. فعلى عكس العديد من أعمال هوغارث الأخرى والتي ركزت أولى اهتماماتها على الجانب المجتمعي فضلاً عن الجانب الفردي أمثال: «تقدم الماجنة»، «تنامي المجون»، و «الصناعة والبطالة»، و «مراحل الوحشية الأربع». صبغ هوغارث تلك السلسلة بالصبغة الفكاهية بديلاً عن التعليمية الإلزامية، فلم تتيح تلك الصور منفذاً للحكم على تلك الطبقات سواء الغنية أو الفقيرة أو إعطاء إحداهما الإستحقاق والتعاطف. وهناك الطبقات العليا والمتوسطة والتي زخرت بهالة
من الاهتمام والتمحور الفني، ولكنها حظيت بمقارنة ضئيلة في الجانب الأخلاقي في بعض أعماله الأخرى. تعرض تلك اللوحة أربعة صور تعبر عن مشاهد من الحياة اليومية في مواضع متعددة تتغير بالتقدم الزمني في اليوم بلندن. فالصباح هو صورة خيالية لامرأة عانس وقد جعلت الاحتشام مبدأ لها لتسلك طريقها إلي الكنيسة بحديقة كوفنت، لتنفض عن كاهلها غبار الفوضي الناجم عن احتفالات وضوضاء اللية الماضية. وفي الظهيرة، تتبلور مواجهة حتمية لشقين مختلفين يغلفهما الطابع الحضاري علي مشارف شارع جاميلز. وفي المساء تصوير لعائلة الصباغ عند رجوعهم من رحلة شاقة في سادلرز ويلز تتخللها المعاناة وارتفاع الرطوبة. أما ليلاً فهي صورة تعرض مايجري من الفوضوية حول منزل ماسوني مترنح قد خارت قواه بالقرب من شارنج كروس.

## الخلفية التاريخية
تعد رواية «أوقات اليوم الأربعة» هي السلسلة الأولى من النقش المطبوع التي تم طبعها بعد النجاح المحقق للروايتين «تقدم الماجنة»، «تنامي المجون». وتعد أيضاً هي واحدة من الروايات الأوليات التي تربعت علي الساحة الفنية ليتم طباعتها بعد الحدث الأعظم «وثيقة حقوق الطبع والنشر» عام 1734 (والذي كان له عظيم الأثر في تصدر تلك الوثائق في البرلمان)؛ وعلى إثر هذا، حازت رواية «انتشارالمجون» مبكراً علي مزية المظلة القانونية. وعلى عكس الروايتين «تقدم الماجنة» و «تقدم الخلع»، فإن «أوقات اليوم الأربعة» تتميز بانتهاج نظاماً سردياً غير متتابع، وتجلو الشخصيات بصورة محددة؛ حيث لا تظهر في أكثر من مشهد. وقد عرض هوغارث تلك السلسلة في صورة فكاهية يتتابع فيها أوقات اليوم الأربعة: الصباح، الظهيرة، المساء، والليل.استمد هوغارث ركائز هذه التجربة من الروائع الكلاسيكية ذات الجانب التهكمي مثل «هوراس وجينيل»، عن طريق النظائر التي تنتمي إلي الأدب الجورجي وبالأخص قصيدة «تريفيا» للمؤلف «جون جاي»، وقصيدة «وصف انهيار المدينة» للمؤلف «جوناثان سوفت». كما استعان في رسم نماذجه الفنية ببعض المجموعات القصصية أمثال «أوقات اليوم» و «المواسم السنوية» و «المراحل العمرية للإنسان»، وأيضاً استغل التيار[ ؟ ] الروائي ليثري اتجاهه من بعض الكتاب مثل: نيكولا بوسان، ونيكولاس لانكرت، وأيضاً استغل فن الأدب الرعوي ولكنه أجري عليه بعض الإضافات لتتناسب مع تصوير المدينة. لاقت رواية «أوقات اليوم» هويً في نفس هوغارث لما تتمتع به من جزالة الأسلوب والذي يُعرف ب«بوينتس دو جور»، تندمج فيها الشخصيات الأساسية مع الشخصيات الثانوية حيث تترابط الآلهة مع الرعاة والراعيات في المشاهد الرعوية، أما علي الصعيد الجديد الذي خلقه هوغارث، فقد أعاد صياغة تلك الصور لتتكون دائرة مبتكرة بؤرتها المركزية الآلهة التي تكمن وظيفتها بتتابع التوقيت اليومي حيث تحتل سيدة الكنيسة ذات الطابع الرصين، إلهة بزوغ الفجر التوقيت الصباحي، أما فترة الظهيرة فترعاه فتاة حسنة المطلع، إلهة الحب والجمال «فينوس» بلندن، في حين تتربع السيدة ديانا المرأة الحامل المبللة بالعرق[ ؟ ] علي قمة الفترة المسائية. أما ليلاً، فيستقر في جنباته الإله الماسوني بلوتو.
وبناءً علي طلب اللجنة، صمم هوغارث مجموعة من اللوحات الزيتية ليقدمها إلي اللجنة الأصلية بقيادة «جوناثان تايرز» في عام 1736، ليتم تزيين صناديق العشاء بحدائق فوكسهول. ويُعتقد أن هوغارث قد اقترح علي «جوناثان تايرز» أن تُحلي تلك الصناديق بالألوان الزيتية كنوع من أنواع الترميم والتجديد المنزلي. وشهد ذلك التجديد بعض من أعمال هوغارث الشهيرة مثل لوحة هنري الثامن ملك إنجلترا، ولوحة آن بولين.وجدت تلك الروائع التي أنتجها هوغارث طريقها لتملئ قلوب الهواة متعة وهيبة وبالأخص رواية «أوقات اليوم الأربعة»، ولكن علي الصعيد الإنتاجي السينمائي، فقد قام الرسام فرانسيس هايمان بتقديمهم بطريقة سينمائية متخصصة، وأسدل ستار المتعة علي كلاً من جانبي المساء والليل؛ ليتم تعليقهم علي حديقة فوكسهول حتي عام 1782.

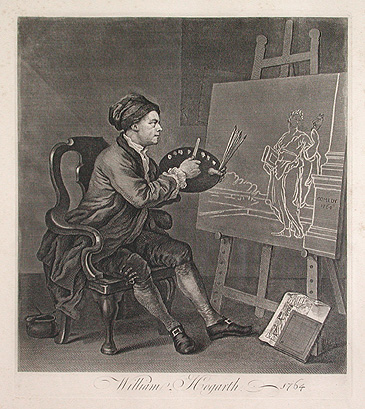
البورتريه الخاص بالفنان ويليام هوغارث عام 1758.

تعد النقوش مرآة للوحات الفنية، فمنذ أن يتم نقش وحفر تلك الرسوم من اللوحات الفنية، (وبالتالي يتم عكس الصورة المستوحاة عند طباعتها)، الأمر الذي يؤدي إلي ظهور مشاكل التأكد من الأوقات المعروضة علي الساعات المخصصة في المشاهد المرئية علي اللوحة. تعد أحياناً تلك الصور المعروضة وعاء يصب في محيط عميق من المحاكاة التهكمية لحياة الطبقة الوسطي في لندن في تلك الآونة، ولكن لم يضفي هوغارث تلك الأحكام الأدبية بنسبة عالية كما في بعض أعماله الأخرى، كما لم تنجو الطبقات الدنيا من هذه العبارات اللاذعة. فغالباً ماتكون الفكرة المحورية التي تميز الكثير من أعمال هوغارث هي المفارقة بين الإفراط في النظام المتناهي والفوضي العارمة. إن تلك اللوحات لم تقم بوصف أوقات اليوم الأربعة فحسب، بل لها جانب وصفي آخر حيث تقوم بتجسيد فصول السنة الأربعة أيضاً: فالصباح[ ؟ ] هو تصوير لفصل الشتاء، أما الظهيرة فهي صورة لفصل الربيع، والمساء موازياً لفصل الصيف، أما الليل – الذي يعد خطأ في نسبته إلي شهر سبتمبر - فقد تم تحديد مايوازيه في حفل «يوم تفاح شجر البلوط»، واستقرت الآراء علي نسبته إلي شهر مايو بدلاً من فصل الخريف.
وفي لندن، حيث يقطن الفنان الفرنسي برنارد برون المتخصص في فن النقش والنحت الذي قام بنقش لوحة فنية تصويرية للمساء. فعلي الرغم من أن تلك اللوحات من صنع الفنان هوغارث، إلا أنه لا يوجد فارق يُذكر بين تلك اللوحات وبين ماقام به برنارد برون.تترابط هذه اللوحات التصويرية مع اللوحة الخامسة «مأوي ارتداء الممثلات للملابس» لتعطي سلسلة متكاملة تم بيعها عن طريق الاكتتاب بمبلغ يصل إلي مائة وخمسة وخمسين جنيه استرليني في عام 2015 , واتبع الفنان نظاماً مغايراً في طريقة بيع تلك اللوحات، وهو استلام نصف المبلغ عند طلب تلك اللوحات والنصف الآخر عند تسليمها. وعقب الاشتراك، ارتفع سعر اللوحة ليصل إلي خمسة شلنات (37 جنيه استرليني لعام 2015)، الأمر الذي أدي إلي جعل المجموعة الفنية المؤلفة من خمسة قصص تنخفض في سعرها ليتكون مبلغ كلي بخس بلغ أربع شلنات. وعلي الرغم من عدم توافر صلة مباشرة تجمع بين لوحة «مأوي ارتداء الممثلات للملابس» واللوحات الأخرى، إلا أنه عمد هوغارث علي بيع مجموعته كخمس لوحات متجانسة. أضاف هذه اللوحة باعتبارها موضوعا مكملاً كما فعل من قبل حينما أضاف معرض «سوث وارك» إلي الاكتتاب من أجل تقديم لوحة «انتشار المجون».يتبع الأداء التمثيلي مساراً مختلفاً في لوحة «الأوقات الأربعة»، حيث أدث الشخصيات أدوارها المتباينة دون إبداء نية التمثيل، في حين قامت الشخصيات المنوطة بها في لوحة «مأوي ارتداء الممثلات للملابس» بعملية الفصل الجذري بين مايؤدون من أدوار تمثيلية ومايمارسون من حياة يومية حقيقية. في حين ضمن كلاً من صورتي إلهة التوقيت الصباحي «أرورا» وإلهة المساء «ديانا» كلتا اللوحتين.
قام هوغارث بتنسيق هذه اللوحات والإعلان عنها لإكسابها الصيت التجاري وذلك في مايو عام 1737، وأيضاً في يناير عام 1738، وأخيراً أعلن عن اكتمال هذه اللوحات وصلاحيتها للبيع في السادس والعشرين من أبريل لعام 1738، وتم بيع هذه الزمرة[ ؟ ] الفنية بالمزاد العلني كلاً منها علي حدة في الخامس والعشرين من يناير لعام 1745، وهذا بالإضافة إلي اللوحات الأخريات «تقدم الماجنة» و «تنامي المجون» و «مأوي ارتداء الممثلات للملابس». وقام السير وليام هيثكوت بشراء بعض من المشاهد التصويرية التي تتألف منها المجموعة الفنية التي أنتجها هوغار. ووقع الاختيارعلي مشهدي الصباح والليل، وقام بدفع مبلغ وقدره عشرين جنيه استرليني وستة شلنات علي التوالي وهذا يعادل مبلغ (3,100 و 3000 جنيه استرليني في عام 2015). وقام الدوق «انكاستر» بشراء مشهد[ ؟ ] الظهيرة في مقابل (38 جنيه استرليني وسبعة عشر شلناً)، وهو مايعادل (5,700 جنيه استرليني في عام 2015)، ومشهد المساء في مقابل (39 جنيه استرليني وثمانية عشر شلناً وهو مايعادل 5,900 في عام 2015). تم بيع رسماً تخطيطياً لمشهد الصباح مع بعض التعديلات الطفيفة التي أضيفت إلي باقي المشاهد في المزاد العلني الأخير بمبلغ وقدره (21 جنيه استرليني وهو مايعادل (3,100 جنيه استرليني في عام 2015).

## التتابع التسلسلي للمشاهد

### الصباح
في الصباح[ ؟ ] ، تتجه السيدة[ ؟ ] إلي مبني الكنيسة، حيث تمسك بمروحة[ ؟ ] صغيرة في يدها خشية النظر إلي المشهد المروع الذي تلقاه عند زاوية[ ؟ ] الفتيات حيث يستقر رجلين شاخصين. ويصور هذا المشهد الجانب الغربي من الميدان الذي يستقر بحديقة كوفنت، والذي أشير إليه عن طريق جزء من الرواق الذي تميز بتصميم وهندسة بالاديو التي انفردت به كنيسة «انيغو جونز» الجاثمة في شارع باول المترائي خلف المقهي التابع للملك توم، وهو مكان تلطخه السمعة السيئة في هذا الوقت. ذكر الروائي البريطاني هنري فيلدنغ هذا المقهي في اثنين من أعماله الروائية: أولهما «مسرحية حديقة كوفنت المآسوية»، وأيضاً في رواية «باسكين». وفي هذا الوقت، رسم هوغارث صورة مقننة تصور أرملة السيد توم «مول كينج» وهي تدير المقهي الذي لم يفقد سمعته الطيبة بعد. تتبع تلك الأرملة نظاماً حكيماً في إدارة ذلك المقهي؛ حيث تقوم بفتح الأبواب بالتزامن مع غلق الحانات لأبوابها؛ لتسمح بالمقبلين عليها بالإستمتاع من منتصف الليل وحتي بزوغ الفجر[ ؟ ]. وتحوي أيضاً في طياتها جانباً يبرز منزل مانسون يحيطه رواق تزينه الأعمدة يتربع في وسط الصورة وشارع الملك رقم43 الذي يعزي بنائه إلي الفنان الهندسي ثوماس أرتشر (عرف لاحقاً بالسير بارون ارتشر الأول) الذي أنهمك في تلك الأعمال أثناء عرض هوغارث لأعماله الفينة.

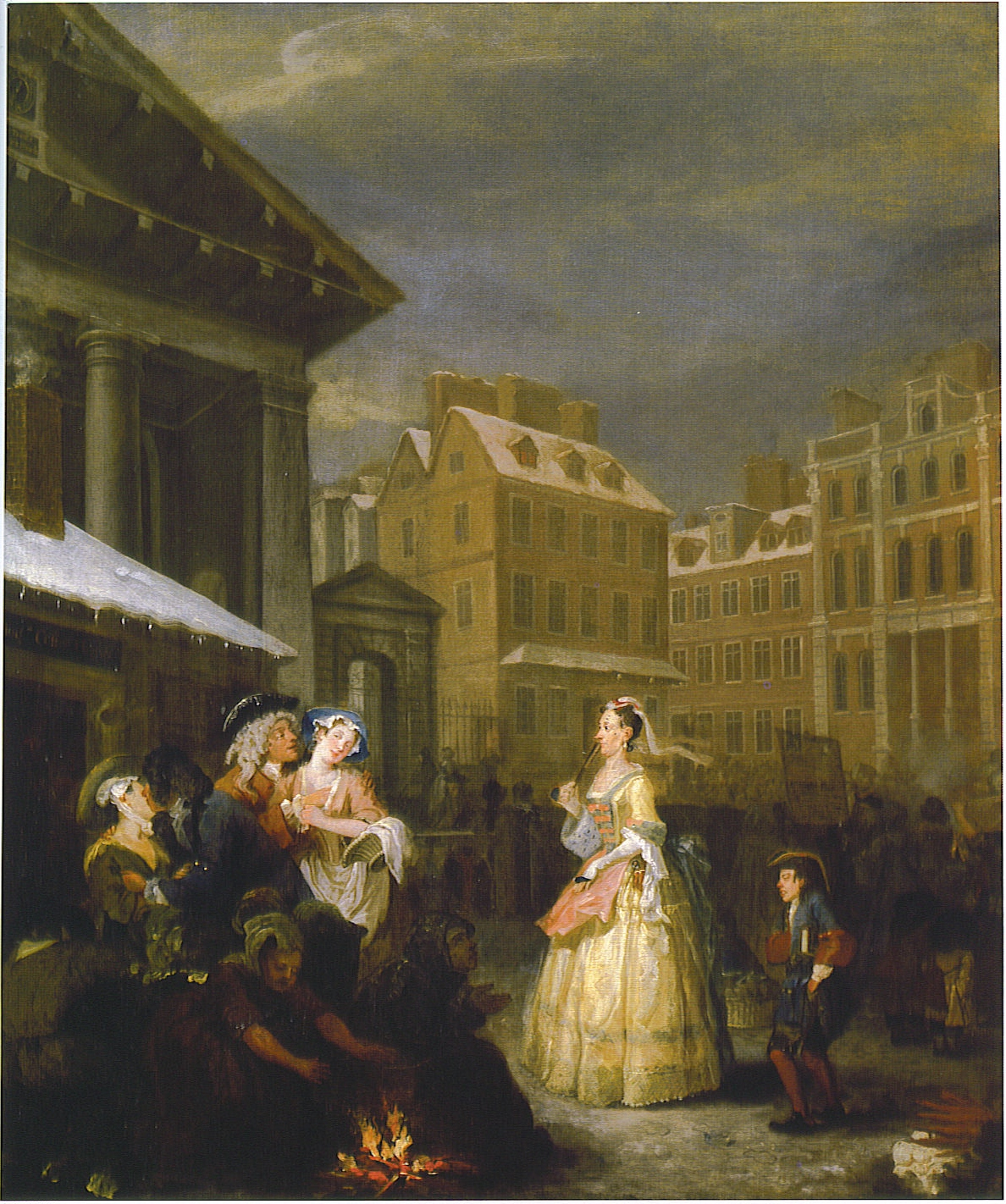
مشهد الصباح ، المشهد الأول كما وضحته اللوحة.

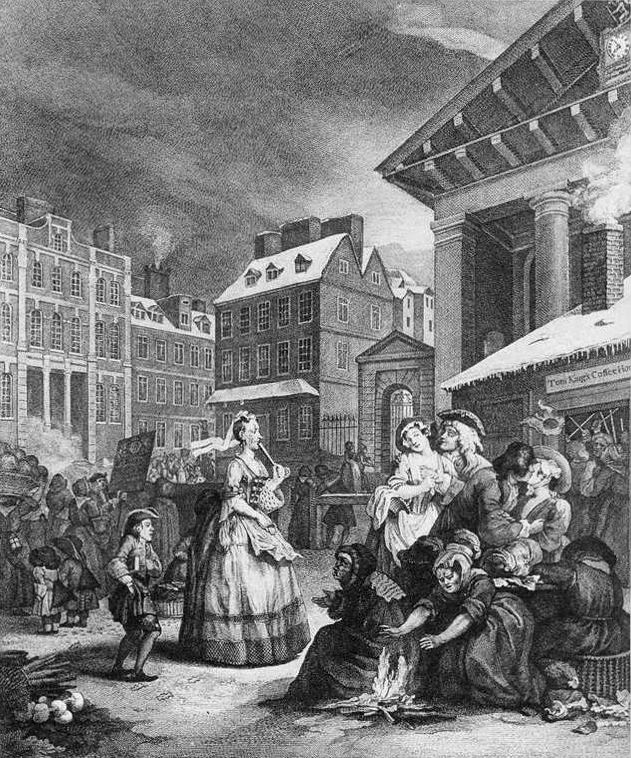
مشهد الصباح ، المشهد الأول كما تم طبعه

واستقر هذا البنيان علي الجانب الشمالي من الميدان، بينما احتل المقهي الجانب الجنوبي كما تم تصويرها في اللوحات الأصلية التابعة للفنان هوغارث. يهمين المشهد الحركي علي اللوحة، حيث يقوم المحتفلون بتوديع المساء لإستقبال الصباح مع اندلاع حالة من الشجار والمواجهة في ذلك المقهي ينجم عنها سقوط الشعور المستعارة. في هذه الأثناء، يبدأ أصحاب المتاجر بإعداد منصات العرض للفواكه والخضروات. يواجه هذا الضجيج الناجم عن هذا السوق طفلين يشقان طريقهما إلي المدرسة، وقد توقفا عنوة بسبب النشاط الكبير الذي يحدثه هذا السوق. اقتبس هوغارث ذلك المشهد من قصيدة «وصف الصباح» للمؤلف جوناثان سوفت، والذي رسم خيالاً مركباً لطفلين قد تخلفا عن الذهاب إلي المدرسة. يعلو هذا المشهد صرح عظيم تستقر في أركانه الساعة[ ؟ ] الزمنية التي يطلق عليها «زمن الوالد» ويوجد أسفلها عبارة من النقش الغائر تنص علي «ولهذا تخطي حدود المجد العالمي». وتتصاعد الأدخنة[ ؟ ] التي تطلقها المضخات التابعة للمقهي حيث تساهم في تكامل المشهد.
أخرج هوغارث هذه المشاهد الحضرية التي تم استنساخها من المشاهد الرعوية؛ حيث تتجسد حياة الصعاليك وأرباب الرذائل لتكون صورة متكاملة من حياة الرعاة والراعيات، وتلمع الشمس من أعلي لتتشابه مع الساعة الزمنية المستقرة في الكنيسة. كما تشبه الجبال المغطاة بالثلوج أسطح المنازل الثلجية. وأيضاً تتماثل صورة الفواكه والخضروات المتواجدة في حديقة كوفنت مع تلك الموجودة بالمدينة. وتتوسط تلك اللوحة، إلهة الجليد التي تطل عند بزوغ الفجر بإطلالاتها الشامخة الأنيقة عند ذهابها إلي مبني الكنيسة بجدائلها وأنفها الأحمر المرتعد وحينئذ ينعكس طيف النجم[ ؟ ] الليلي هيسبريوس «حامل الفجر».فالمرأة هي الوحيدة التي قد تبدو غير متأثرة ببرودة الهواء، مما يشير إلي تأصل هذا العنصر[ ؟ ] في طبيعتها. ومروراً بجانب الملابس والأزياء النسائية، فقد كان المظهر صادماً حيث انحرف اللون عن ذلك المسار، وبدا اللون الأصفرالحمضي الفاقع مناسباً صيحات الموضة. وهذا يعد برهان[ ؟ ]اً علي مايدور في عقل المرأة من أفكار أخرى. اتصفت النساء في هذا الوقت بتأخر زواجهن إلي سن متأخر، كما تأصل النفاق في أعماقهن، فيمضون في تفاخر وتباهي إلي مبني الكنيسة بقفازات يكسوها الفرو الناعمالفاخر مع تجنب عدم ظهورها بمظهر غير مرغوب فيه أو منظر قد يشبه المتسولين . ترجع الصورة التي رسمها هوغارث إلي إحدي أقاربه وقد قامت بحرمانه من حقه المشروع.وقام أيضاً الروائي والفنان المسرحي هنري فيلدينغ بجعل المرأة نموذج[ ؟ ]اً لشخصيته «بريدجيت ألورثي» في المسرحية الفكاهية «توم جونز».

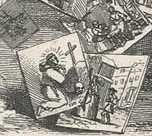
رسم توضيحي يبرز اعتداء القديس فرانسيس الأسيزي علي لوحة العانس في حرب الصور

يوجد العديد من آثار الأقدام الأنثوية الغريبة وقد لامست الأرض عارية القدمين تجنباً من وضع حذائها علي الأرض المكسوة بالجليد والقاذورات التي تعج بها الشوارع. وعلي أحد جوانب الرداءالذي ترتديه، يستقر شئ صغير، اختلفت الآراء في تحديد نوعه، فالبعض رأي أنه كسارة البندق، ورأي فريق آخر أنه مقصاً يبدو علي هيئة هيكل عظمي، ومن الممكن أن يكون بورتريه صغير تغلفه خيبة أمل رومانسية.وعلي الرغم من وضوح هذا البورتريه في اللوحة الزيتية، فإن النقوش والنحت الغائر لا يبرزه بشكل مميز، كما لا يميز بعض المشاهد الأخرى.وهناك فارق آخر بين تلك اللوحات الزيتية وألواح النقش المطبوع، فتكشف الخلفية في تلك الألواح المنقوشة عن رجل يتسم بمظاهر الشعوذة، وقد عمل علي ممارسة مهنة الطب وبيع العقاقير، وعلي الجانب الآخر حيث اللوحة، يمارس مثل هذا النوع من الأطباء عملهم بشفافية[ ؟ ] متناهية؛ حيث يتم رفع شأن هذه الممارسة المهنية بإدراج أسماء الأطباء (وأشهرهم الطبيب روك) في اللوحة الملكية ليتم الإعلان عن مدي صلاحية هذه العقاقيرالتي بيعت بأمر ملكي[ ؟ ].ومن الممكن أن يزاول الطبيب مهنة البيع، حيث يُعتقد أن الطبيب روك هو من يقوم ببيع تلك العقاقير. وتبدو ملامح[ ؟ ] شخصية الطبيب روك من خلال رؤية[ ؟ ] الفنان هوغارث في لوحة «تقدم الماجنة»، حيث تم تقديم عرضاً جدلياً يبرز ملامح كلاً من الطبيب روك والطبيب ميسوبان، ويحوم حوله مشهداً تراجيدياً يصور الوفاةالشريدة لمول هاكبوت حين أصبحجثةهامدة في إحدي الجنبات.
أعاد هوغارث النظر في مشهد الصباح، بسبب تعرضه لحرب الصور، وقام بعرضه في المزاد العلني الذي عُقد في عام 1745. ووضح السبب الرئيسي من هذا العرض، وهو انتشار حالة من الهجوم المشين الذي تعرضت له اللوحات الأصلية مثل لوحات هوغارث من قِبل الهواة القدامي . وقد انتحل القديس فرنسيس الأسيزي هوية الفنان هوغارث الذي قام بعقد مقارنة بين القوة الخائرة التي تتظاهر بها العانس العفيفة والقوة الحقيقة التي تتمثل في القديس الكاثوليكي.

### الظهيرة
تتسلسل أحداث هذا المشهد في هوج لان، وهو جزء من الأحياء العشوائية بالقرب من سانت جيلز، وتكسو الخلفية مبني كنيسة سانت جيلز القابعة في قلب الميادين.واشتملت أيضاً كلاً من لوحتي جن لين، و«المرحلة الأولي من الوحشية» علي سانت جيلز لتصير الخلفية المنشودة . ويوضح هذا المشهد عضو الكنيسة الفرنسية هوغونوتيون وهو يغادر مبناها الجاثم فيما يعرف الآن بمنطقة سوهو بلندن . وطأ أرض لندن مجموعة من الناس ينتمون إلي العرق الهوغونوتي البروتستانتي الفرنسي عام 1680، وشرعوا في العمل كتجاريين وحرفيين وخاصة في صناعة الحرير، وحينئذ كانت الكنيسة الفرنسية الملاذ الأول للعبادة وممارسة الطقوس الدينية.أجري هوغارث بعض المفارقات التي تؤيد فكرته، فبرز التناقض[ ؟ ] بين مجموعتين من الناس، تتعالي أصوات المجموعة الأولي بنبرات ثابتة[ ؟ ] وعالية[ ؟ ] ، ويرتدون الملابس الفاخرة، وعلي الجانب الآخر، تتبلور ملامح المجموعة الأخرى؛ حيث الإهمال والملابس الرثة، وجثث الحيوانات المتعفنة مثل الهرة وقد تحجرت في منتصف الردهة، والذي يعد الشئ المشترك الذي يجمع هذه الطبقة بالأخرى. أيضاً تتوالي الأبرشية تباعاً بالثياب الراقي الذي يليق بالتجمع الكنسي، بينما يرتدي الأطفال الأزياء الرسمية والتي تصاحب آخر صيحات الموضة مما قد يعطي انطباعاً غريباً يضفي علي الأطفال هيئة شبابية ومظهر بالغ. فيتبختر الطفل الذي في المقدمة في ثيابه الراقية، في حين أن الطفل الذي يعطي ظهره إلي اللوحة قد تم تهيئة قصة شعره علي الطريقة الفرنسية حيث تم تجميع وتكثيف شعره علي هيئة شبكة[ ؟ ]. وعلي أقصي يمين اللوحة، يقف رجل أسود[ ؟ ] اللون وقد عمد علي مداعبة امرأة ماثلة أمامه تمسك بطبق من الفطائر وقد تشتت انتباهها وأفسد عملها، ليميل الطبق أرضاً مما يدل علي اختفاء الفضيلة والقيم المثلي منها رويداً رويداً. ويتصاعد الغموض[ ؟ ] تدريجياً، إذ تم سن القوانين بإنجلترا علي الحد من انتشار نظام العبودية والتدني المعيشي، والضغط من دعاة إلغاء عقوبة الإعدام، فبحلول القرن[ ؟ ] الثامن عشر، كان هناك عدد لا بأس منه من الأشخاص الذين ينتمون إلي الجنس الأسود، إلا أنه لم يتبين ملامح الرجل حتي الآن.

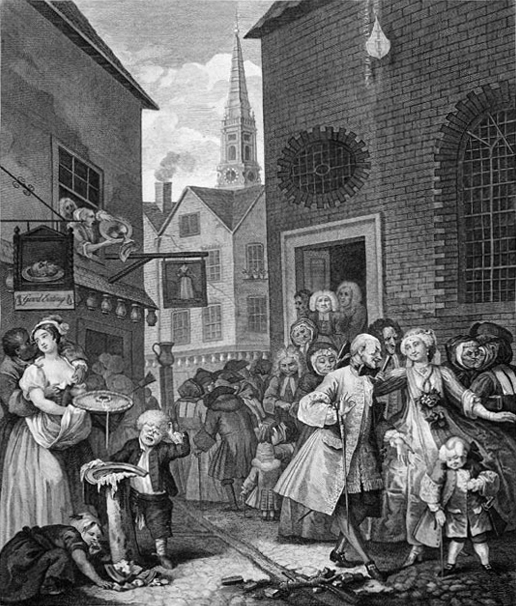
مشهد الظهيرة ، المشهد الثاني كما وضحته الطباعة.

تنتهج الشخصيات الماثلة في اللوحة أدواراً متباينة تتفق مع الشخصيات المتوارثة والمتعارف عليها؛ حيث تؤدي شخصية فينوس إلهة الحب والجمال تلك الفتاة، ويؤدي شخصية الإله مارس إله الحرب الرجل أسود اللون، بينما يقوم الطفل الصغير بتجسيد دور الإله كيوبيد إله الجمال. وبذلك أثري هوغارث سلسلته بمرجع لأدب ارعوي. ويقف أمام هذا الرجل وتلك المرأة، طفل صغير وقد انهمرت دموعه علي إثر الكسر الذي لحق بطبقه الذي يحتوي على بعض شطائر الفطائر؛ الذي سقط علي الأرض وسرعان ما تسللت وزحفت إليه طفلة صغيرة لتأكل منها. تم رسم ملامح ذلك الطفل علي غرار الطفل الذي تصدر الإصدار الأول من لوحة " "الإستيلاء علي النساء السابينيون ذوات الجنس الإيطالي " والتي تم رسمها بواسطة الرسام بوسين (تُعرض الآن في متحف المتروبوليتان للفنون)، ولكن تكوين صورة الطفل الذي يبكي كان قيبل الصدفة عندما استغرق هوغارث في النظر إلي تلك اللوحة وهو يحلق لحيته.

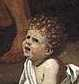
يرمز الطفل الذي يبكي في أعمال هوغارث إلي الطفل الرضيع الذي تصدر الإصدار الأول للعمل الفني " الإستيلاء علي النساء ذوات الجنس الإيطالي" للفنان بويسن

ويتوازي ذلك العرض وتركيبه الفني مع صورة خيالية تحوي في طياتها تصوير لرجل هوغونوتي بروتستانتي فرنسي أنيق المطلع، تعترضه زوجته ذات الهيئة الراقية، وابنه، وقد كونا فريقاً أسرياً علي أحد جوانب الردهة. رأس القمة العالية لأحد محلات بيع الفطائر يوحنا المعمدان، ويتم الترويج له عن طريق نشر عبارات[ ؟ ] «الطعام ذا الرائحة الشهية».وأسفل هذه اللافتة، يوجد رفيقان وقد قاما بالعناق الذي أدي إلي إضفاء نوع من التسويق للطعام ذا الرائحة الشهية.والتهمت الفتاة الفطيرة بنهم بالغ حيث كان لذلك عظيم الأثر في توجيه الأنظار والأفكار إلي أسفل الصورة . رأي الفنان جوردن أن التوجيه الرأسي للأطباق المتساقطة تباعاً لتجد الأرض مأوي لها هو رمز للفوضوية التي تتمثل في هذا الجانب من الردهة. يعكس ميل الرجل الذي يقف أدنى اللافتة مدي تقديره للجمال الأنثوي والذي يتمثل في لافتة «المرأة الجيدة» التي تستقر في أحد جوانب الردهة، فتتميز هذه الأنثي بامتلاء رأسها بالعديد من الأفكار الجادة والتي قد تلعب دوراً فعالاً في رسم صورة كاملة عن شخصية المرأة الجيدة. ويبدو التناقض بين ماتقوم به هؤلاء النساء وبين ماتنص عليه اللافتة، فتقوم هؤلاء النساء[ ؟ ] بقذف[ ؟ ] القطع الكبيرة من اللحم في الشارع، بينما تنص تلك اللافتة علي مبدأ العفة «المرأة الجيدة». وجه رونالد بولسن أولي آرائه في هذه اللوحة، حيث رأي أن الطائرة الورقية التي ترفرف أعلي الكنيسة لها أكثر من مدلول[ ؟ ] فني : فالطائرة اورقية تبرز الغرض من هذه الكنيسة، التي تمثل الرقي[ ؟ ] والشفافية والقرب من السماء. اللافتات التي تحمل شارات الثناء علي الطعام ومكانة المرأة مثل «الطعام ذو الرائحة الشهية»، و«المرأة الجيدة» والتي تبرهن علي المكنون الفكري الذي يتسم به هذا الجانب من الناس. ويجدر الذكر بأن هناك علامة أخرى من علامات التقليد الرعوي، حيث تم استخدام الألوية التي ترفرف أعلي الكنيسة بدلاً من التي توجد في الحقول الرعوية.
الزمن غير محدد، حيث أشار عالم النبات آلان كانينغهام أن عقارب[ ؟ ] الساعة تشير إلي الحادية والنصف. وأضاف مقترحاً بعلة تصوير هذا المشهد في الساعات المبكرة من اليوم ليضفي جانباً تهكمياً من الجانب المقابل للكنيسة الذي تفوح منه رائحة الفسق والإنحراف[ ؟ ]. فقد أوضحت النقوش أن ذلك الوقت تمام الثانية عشر والنصف، بينما تشير اللوحات الزيتية إلي تجاوزالساعة الثانية عشر بعشر دقائق.
أبدع هوغارث في رسم ملامح هذا المشهد ؛ حيث هدف إلي جلب التعاطف الوجداني للطبقات الدنيا وبخاصة الجنس الإنجليزي. وعلي الرغم من سيادة الفوضي في هذا الجانب من الردهة، فإنه يتمتع بوفرة العديد من الجوانب الإيجابية مثل «الطعام الجيد»، التغذية الجيدة لما يبدو عليهم من وجنتين ورديتين. وفتاة الشارع التي تزحف لتلتهم الطعام. وعلي الجانب الآخر، يتبين الطبع المسيحي الفرنسي، حيث يرتدون الثياب الفاخرة فيتمايلون في تباهي وبلا هوادة وترفع عن الجانب الآخر، وعلي إثر العداوة التي نشبت بين الجنس الأنجليزي والجنس الفرنسي وأيضاً اللاجئين الفرنسيين، فقد تحولت الأنظار إلي الجنس الإنجليزي الذي ينظر بنظرة متملقة إلي الجنس الآخر مما يغير من النظرة العامة للإنجليزيين التي رافقت القارئ في المشاهد السابقة.وسخر هوغارث أيضاً من هذه الثياب الراقية التي يتحلي بها الطبقة المالكة في مجموعته الفنية «الحالة الزوجية» (1743–1745)، ووجه ضربة قاضية للجنس الفرنسي بطريقة مباشرة[ ؟ ] في لوحة «بوابة كالايس» والتي عكف علي رسمها عقب رجوعه إلي إنجلترا في عام 1748، بسبب القبض عليه كممثل دخيل يريد أن يمارس مهنة الرسم داخل كالايس.

### المساء
يختلف المشهد المسائي عن جميع المشاهد الثلاثة السابقة، إذ تتتابع مجري[ ؟ ] الأحداث بعيداً عن صخب المدينة، وتكتمل الرؤية لتعطي إطلالات براقة تتكون بنيتها من التلال المنحدرة. وتشير البقرة[ ؟ ] المحلوبة أن الوقت مبكراً يشير إلي الخامسة صباحاً، وعلي النقيض من ذلك تنتشر الثلوج فوق قمم الجبال في صباح كل شتاء. ويأتي المساء في هيئة رجل مرهق من عناء الرطوبة العالية التي يتعرض لها نهاراً. وقام كلاً من رجل وامرأته الحامل بالفرار من ذلك المحيط[ ؟ ] الذي يغمره الانغلاق والانعزال ، ليسلكا طريقهما إلي المكان الذي يغلفه الطابع العصري «سادلر ويلز» (الذي يعد المدخل الرئيسي لمسرح سادلر ويلز كما هو موضح بالشكل الذي باليسار). ومع تزايد أعمال الفنان هوغارث ، فقد المسرح متعته ومكانته وأصالته ، وشن جمهور القراء حملة شعواء علي الشخصيات الفنية التي تزخر بها اللوحات التي تتكون غالبيتها من التجار وزوجاتهم ذوات الأفواه الفارغة.

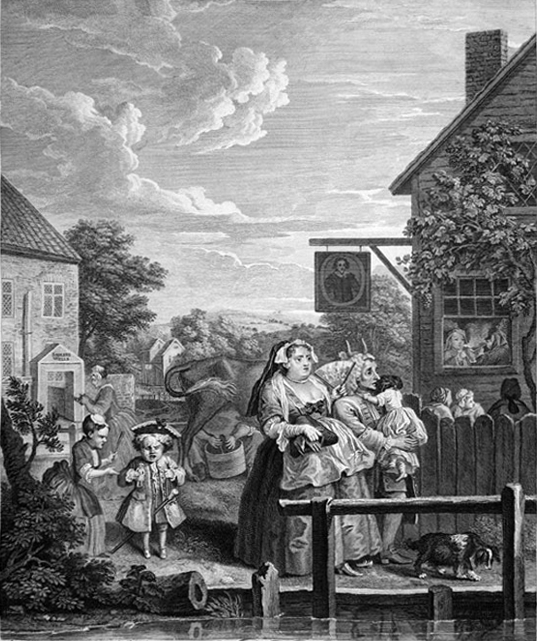
مشهد المساء، المشهد الثالث كما وضحته الطباعة.

استرسل السياسي والناقد الاجتماعي «ند وارد» في وصف[ ؟ ] الشخصيات التي تغزو المسرح في هذه الآونة فيقول : 
تندمج فئات الجزارين والمحضرين وهناك العديد علي هذه الشاكلة مع الحشرات التي تجد طريقاً للتسلق والانتشار ، كما يوجداللصوص[ ؟ ] مع المقاتلين من أجل الفوز وفئة من التجار، وأيضاً المخبر[ ؟ ]ين ومحتجزي اللصوص وسارقي الغزلان والمستأسدين .
تسلط اللوحة الضوء علي أركان[ ؟ ]ها وجوانبها الفنية ، حيث تقوم بوصف الأشخاص ، مثل الزوج الذي تمرس في الأعمال التجارية الشاقة ، والذي يكشف عن شخصية مولعة بالتجارة وبشئونها كالصباغ، حيث يحمل أبنته الصغري المتعبة بين يديه.ويبدو من الوهلة الأولي أن ملامح يديه تبرز المعاناة التي يتعرض لها ، بينما تتمتع زوجته بوجه ناضر مشرق وكأنه رُسم بالقلم الأحمر. وتبرز الصورة العديد من التصويرات المجازية ؛ حيث ظهر خلف رأس الزوج قرون[ ؟ ] الماشية مما يثبت أستعباده وضعفه المشوب بشخصية ديوثة، في حين بدا أطفاله علي النقيض منه. وخلف الزوجين يتكرر المشهد ذاته ؛ حيث يلهو كلاً من الطفلين بين أرجلهم بعصا أبيهم ، مما يكشف عن شخصية قد أنهكها الضعف إلي أن أصبحت أشبه بدمية ، في حين احتلت ابنته موضع اهتمامه عندما حملها علي عاتقه، مطالبةً إياه بتسليمها كعكة الزنجبيل. وهناك عدد محدود من الأدلة الضائعة للفتاة والمؤلف وقد أضاف هوغارث هذه الفتاة إلي ذلك العمل الفني ليضفي عليها جانباً حياً من الفكاهة الطبيعية ليُعرض عن بكاءالطفل .
مُزجت الحيوية[ ؟ ] المفعمة بالنشاط بوجه المرأة الذي يغمره الارتباك والانزعاج ، وقد جعلت من المروحة[ ؟ ] سبيلاً لتحاشي هذا التوهج (وتعد هذه المروحة رمزاً من الرموز الكلاسيكية التي تكون بموجبها مشهداً كلاسيكياً تتمحور فيه هذه الشخصيات : فينوس وأدونيس وكيوبيد).وهناك الكلبة الحامل المتقاعسة المتعطشة الي الماء برغبة كبيرة ، ويشب نبات الكورمة شباً حثيثاً ليتفرع رويداً رويداً بقوة في اتجاه الحانة. وعلي عادة اللوحات التي يرسمها هوغارث والذي يقوم فيها باستخدام بعض الأشياء لتجسيد الواقع، حيث استخدم التقاعس والوهن الذي لحق بالكلبة في عكس شخصية سيدها .وعادت العائلة إلي المنزل ، مروراً بالنهر الجديد والحانة . وأعلي ذلك المبني توجد لوحة تحمل صورة السير هوغ ميدلتون ، ذلك الشخص الذي نفذت أمواله وتعرض للإفلاس نتيجة لتمويلة تشييد النهر الجديد الذي يغذي لندن بما يلزم من الماء عام 1613(فيكمن هذا التشييد في إلحاق أنبوب خشبي بجانب المجري المائي ليقوم بدوره في التغلغل إلي المناطق النائية). ومن نافذة عليا واسعة، وجد اللاجئين مأوي رطباً لحمايتهم من الحر القاتل الذي يسكن الحانة. وعلي الرغم من ذلك ، فإنهم يبدون أكثر سعادة من قاطنيها. وسخر هوغارث من هؤلاء اللاجئين الذين يتبعون مبدأً غريباً ، وهو الهروب من الهواءالملوث الذي توغل في مدينتهم ليقوموا بدورهم في إحداث التلوث والازدحام الشديد نتيجة لتكدسهم في الحانات وهم يدخنون بالبايب.

### الليل
يختتم الفنان هوغارث هذه اللوحة الزيتية بالمشهد الليلي ، الذي يعكس حالة من الفوضوية التي يحياها الشخصيات في جنح الليل في شارع تشيرنغ كروس أمام التمثال الماثل للملك تشارلز الأول «ملك إنجلترا» والذي قام بنحته الفنان «هيوبرت لي سويور»، وأيضاً تظهر اثنتان من الحانات الليلية . ويُعرف هذا المكان الآن بمقر «الحكومة البريطانية». وتحمل خلفية هذا المشهد عزوف بعض من مستأجري المنازل عن السكني تخوفاً من جشع أصحاب العقار[ ؟ ]ات ، وتحمل العربات الأحمال الثقيلة من الأثاث وغيرها من مستلزماتهم قي ضوء شعاع[ ؟ ] خافت من القمر. كان القمر بدر[ ؟ ]اً مستديراً في اللوحة الزيتية، ولكنه ظهر في الصورة المطبوعة علي هيئة هلال.
كان هذا في ليل التاسع والعشرين من مايو، حيث «حفل تفاح أشحار البلوط»، وهو عبارة عن عيد يتسم بالرسمية الممتزجة بالجماهيرية، حيث يحتفل العامة بإسترداد السلطة، ويتبين ذلك من خلال أغصان أشجار البلوط التي تتمايل فوق لافتة الحلاق، وهناك الآراء الأخرى التي أجمعت علي أن القبعات قد حلت محل تلك الأغصان. ويجدر الذكر بدور شجر البلوط في نجاة الملك تشارلز الثاني ملك إنجلترا عندما قام بالاختباء فيه نتيجة لهزيمته في معركة ووستر في 1651.

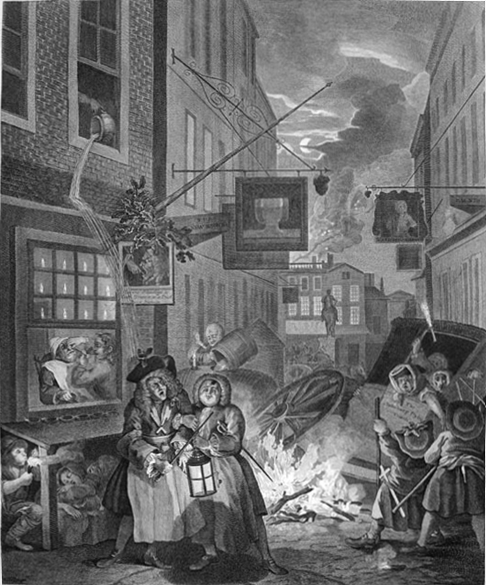
مشهد الليل، المشهد الرابع كما وضحته الطباعة.

مثّل تشارنج كروس ممراً رئيسياً للشخصيات المحورية للعبور فيه ، في حين أن الطريق الضيق المتكدس بالمارة هو بؤرة الحوادث.فقد تسببت مشاعل النيران الاحتفالية في اندلاع حريق[ ؟ ] في سالزبوري (مدينة بجنوب إانجلترا)، والذي أدي بدوره الي سقوط الطائرة بقائدها. تعد هذه الاحتفالات النارية شئياً معتاداً، ولكنه يؤدي إلي نتائج جسيمة نظراً لخطورتها. حدث شيئاً مشابهاً في هذه الأرجاء ، حيث شب حريق في منزل لمعت له السماء من وهج تلك النيران ، وسرعان ما هب طفل الحريق الذي يساهم في إخماد هذه النيران بمصباحه اليدوي ، في حين يتلاعب الأطفال الصغار بشظايا اللهب المتتطايرة ، وتطايرت واحدة من تلك الألعاب النارية لتستقر في نافذة أحد القادة.
وعلي إحدي جنبات الطريق ، يوجد الحلاق الجراح الذي تشير لافتة محله إلي ممارسته التالي : الحلاقة، وعلاج النزيف، ومعالجة الأسنان بلمسة. فعجباً لهذا ! . وبداخل المحل ، يوجد الحلاق الجراح الذي يبدو عليه السُكر وهو يقوم بحلق لحية الزبون بطريقة عشوائية[ ؟ ] حيث يقبض علي أنفه وكأنه يمسك بأنف الخنزير، وحينئذ تلطخت القماشة التي تحت ذقنه ببعض بقع الدماء. اعتاد الجراحون والأطباء علي ممارسة مهنة واحدة منذ عام 1540، ولم يتسني لهذه المهنة المدمجة أن تنفصل إلا في عام 1745عندما أصبح للأطباء كيانا طبيا بعيداً عن الحلاقين الذين غادروا هذا الميدان[ ؟ ]. 
وتحوي النافذة المطلة علي هذا الطريق آنيات تحتوي علي دماء المرضي السابقين. وتحت الجرف[ ؟ ] الذي تعلوه الناذفذة ، تستقر أسرة مشردة بلا مأوي وقد وجدت لنفسها سريراً ليخلدوا إلي نومهم .وفي مقدمة المشهد ، يترنح رجل ماسوني وقد غلبه السُكر ، يمسك بيديه مئزر وكوس[ ؟ ] كبير يشبه الميدالية المرصعة مثل ضباط المحفل الماسوني. يعكف رجل مساعد له علي القيام بمؤازرته إلي المنزل. ويهوي وعاء من الفضلات والقاذورات فوق رأسه . وفي بعض اللوحات الأخرى ، تنظر سيدة من أعلي نافذتها المتخلفة عنه ، لتبرهن علي الوضع المزري الذي وصل إليه ذلك الماسوني وأن الأمر لم يكن من قبيل الصدفة.ظهرت شخصية هذا الرجل الماسوني بالكثير من الأعمال الفنية ، مثل لوحة «فرست لودج» للفنان هوغارث. وأيضاً الشخصية الذي تمثل قاضي المحكمة في شارع باو ، وأيضا النموذج الذي يمثل العدل[ ؟ ] كما في مسرحيته«سياسي المقهي». كان هذا الماسوني لا يحظي بشعبية عالية نظراً لإصداره أحكاماً قاسية فيما يتعلق بشأن بائعي النبيذ، ولكنه يملك الكثير من الحماس لتناول هذه المسكرات ، مما يدل علي النفاق المتأصل في شخصيته.ويقوم بمساعدته السيد الموكل بحراسته ، الذي استل في يده سيفا ، ويمسك بيده الأخرى شمعة قد خبا نورها، وأرجع البعض الأصل[ ؟ ] الذي ينحدر منه هذا الرجل الي أنه قد يكون الأخ مونتغمري الذي يعد أكبر الموكلين بحراسة الأشخاص الذين يتنمون إلي الجنس الماسوني.
غمرهذا الشارع العديد من الحانات ومنازل الدعارة، فعلي إحدي جنبات الطريق توجد الحانة «ايرل» الذي يكسوها الصوف، وعلي الجانب المقابل ، توجد حانة أخرى وقد اتخذت شعارها الكوب الكبيرالذي يتميز بحواف واسعة قصيرة ويتمركز في بؤرته مجموعة من العنب. وتلتقي المحافل السنوية في كلتا الحانتين خلال عام 1730. وتعد المحافل التي تُقام في حانة الكأس الكبير والعنب والتي تقع بالقرب من قناة راو هي الأكثر جذباً من نظيراتها الأربعة الملحقة بالمحفل الكبير. ويقوم صاحب الحانة بعملية التضليل والإحتيال؛ فيقلل مقياس[ ؟ ] سعة النبيذ. وقد أشارت بعض الممارسات الفنية في شعر[ ؟ ] ماثيو بريور والذي يقطن مع عمه صمويل بريور ، المالك الرسمي لحانة الكأس الكبيرة والعنب . وهناك اقتباس من القصيدة يدل علي مدي الارتباط الذي يجمعهما حين قال : 
رحل عمي وغادر دنياي
وتركني مع زمرة من أساليب تزهر بها حياتي 
ويعظُم شأني بتعليم منحه التجديد ليصير ملاذي
ويمتزج هواء مدينتي بأحواضها الوردية وانحسار مدها في نهرها الذي يشعرني بانتمائي.
وعلي أحد جوانب الطريق ، توجد بعض المنازل المغلقة والتي منها القديم والحديث ، ومن المتعارف عليه ظاهرياً أن مثل تلك المنازل تُعرف بالحمامات العامة ، والحمامات[ ؟ ] التركية ؛ والتي تثبت انهيار[ ؟ ] النظام داخل هذه المنازل. هدفت الذكري السادسة لهذا العنوان إلي عكس الوضع المشين الذي يتعرض له المجتمع من خلال قيادة صاحب العربة وامتعاضه فجأة. وقد أضفي جون أيرلاند نظرة متألقة في هذا الشأن حيث اقترح أن القائد الطيار بمدينة ساليسبري اسفل مبني «إيرل اوف كاريجان» هو علامة بارزة للتهكم المجتمعي الذي يتمثل في الرئيس الأكبر «جورج مونتاجو»، «الدوق التابع لولاية مونتاجو». فقد اشتهر هذا القائد بالطيش الشديد في وسائل النقل ، مما يعكس النهاية المآسوية للبطل جاي في قصيدة «تريفيا» وفيه قد تحطمت كل السبل في إنقاذه ، فخر صريعاً في جنح الليل.

## الإرث الثقافي
تعد «أوقات اليوم الأربعة» هي السلسلة الأولي من النقش المطبوع والتي تم رسمها بعد لوحتي «تقدم الماجنة» و «تنامي المجون». وأيضاً تفردت بمكانتها إلا أن تم طبع لوحة «الحالة الزوجية» في عام 1745، ولهذا تعد هذه اللوحة من اللوحات التي تميزت بالسبق التاريخي. وعندما سمع الناشر جورج فولكنر، كتب من دبلن بإعطاء الأولوية لهذه اللوحة وحجز خمسين مقعداً. ووجد أن تلك المجموعة افتقرت إلي القيم المثلي والمبادئ السامية علي عكس مجموعته الفنية «الحالة الزوجية» والتي زخرت بمحيط عميق من النبل الفني والمثالية الهادفة. هناك أيضاً الآراء التي سلمت بضعفها ونقص المعاني العميقة مثل غياب تصوير فكرة الأسنان، الأمر الذي أدي إلي تصنيفها كمجموعة قصصية لم تحقق النجاح المنشود. وعلي الرغم من ذلك الضعف الفني المصاحب لها ، إلا أنها تعد واحدة من أعظم السلاسل الفنية التي قامت بتجسيد المجتمع في هذه الآونة، وبهذا حظيت بمكانة كبيرة في ذلك الوقت. وفي المزاد العلني عام 1745، عُرضت لوحات «أوقات اليوم الأربعة» و «تنامي المجون» و «الليل» والتي قد تعد أسوء اللوحات التي تم عرضها والتي تنسب إلي الفنان هوغارث. وارتفع سعر لوحة «أوقات اليوم الأربعة» ارتفاعاً ملحوظاً، حتي حققت أكبر نسبة في البيع. وعلق «كانينغهام» ساخرا «وبعد أن حظيت هذه اللوحة بالمكانة المنشودة، فماذا يعتقد الفنانين الأوائل من أهميتها وعنوانها». في حين أشاد «هوراس والبول» بعظم هدف «مأوي ارتداء الممثلات للملابس»، والتي تعد أرقي اللوحات المعروضة. وأضاف رؤيته في لوحة «أوقات اليوم الأربعة»، حيث وجد أنها لم تضيف شيئاً ذو أهمية مقارنة بأعماله الأخرى.
استقر كلاً من مشهدي الصباح والليل في مؤسسة التراث القومي وأيضاً كمجموعة فنية نادرة في البيت الثقافي في وارويكشاير. فقد تم جمع تلك المجموعة عن طريق نبيل المملكة وأحد هواة جمع التحف الفنية، وتم إعطائها إلي متحف التحف الفنية بجانب القصر الملكي. وفي عام 1948، احتلت هذه الزمرة الفنية وخاصة مشهدي الظهيرة والمساء المكانة المرموقة لدي انكاستر في قلعة جريمسروب بالمقاطعة «لينكونشير».

## الملاحظات
a. يتبع كلاً من أيرلند وبولسن نظاماً واحداً في التوقيت الزمني، حيث تقرع الساعة عقاربها في تماما الساعة السادسة صباحاً، ولكن ظهرت في هذه اللوحة الزيتية تمام السابعة صباحاً، ويرجع ذلك إلي الفروق الطفيفة والتراجع العكسس للصور. In 1708, E. Hatton recorded the inscription below the clock as Ex hoc Momento pendat Eternitas in his New View of London and did not mention a figure above it. The date 1715 is shown on the clock-case in the 1717 volume of Vitruvius Britannicus, so perhaps indicates the clock had been replaced and the inscription changed to Sic transit gloria mundi as shown here.
b. اتخذ هوغارث مصطلح «حرب الصور» من مفهوم جوناثان سوفت «حرب الكتب».
c. أشار هوغارث إلي أن القطط لم تكن الحيوانات الأليفة التي تقبع في أرض لندن في ذلك الوقت الذي يعيش فيه هوغارث.وغالباً مايتم تصويرهم في الحياة الفنية كشرذمة يعانون من آثار حياة متشردة في أحياء لندن. وعلي النقيض ، تتسني مكانة الكلاب ، والتي تعكس الحياة المرفهة التي تحياها في ظل الأسياد، وهذا يصور الرغد والرفاهية التي كانت تحياها هذه الفئة من الحيوانات في المجتمع في تلك الآونة (ولكن هناك استثناء غير ملحوظ ، حيث تم تجسيد الوحشية والضراوة ابتي يحياها المجتمع من خلال المجموعة القصصية «مراحل الوحشية الأربع» والتي عكست الصرامة والتعذيب الذي يوجه المجتمع إزاء كلب مخلص.